# Томашевський Євген Юрійович
Євген Юрійович Томашевський (рос. Евге́ний Юрьевич Томаше́вский; нар. 1 липня 1987, Саратов, СРСР) — російський шахіст, гросмейстер (2005). Чемпіон Європи 2009 року, чемпіон Росії 2015 та 2019 років. 
У складі збірної Росії переможець командного чемпіонату світу 2010 року та командного чемпіонату Європи 2015 року, срібний призер шахової олімпіади 2012 року та командного чемпіонату Європи 2009 року, бронзовий призер командного чемпіонату Європи 2013 року та шахової олімпіади 2016 року.
Його рейтинг станом на січень 2025 року — 2681 (неактивний з листопада 2023 року).

## Кар'єра
Євген Томашевський представляв Росію на чемпіонатах та Європи серед юніорів у різних вікових категоріях, здобувши три медалі:
1997 рік — чемпіонат Європи серед юніорів до 10 років (Таллінн) — 3 місце;
2003 рік — чемпіонат світу серед юніорів до 16 років (Каллітея) — 3 місце;
2004 рік — чемпіонат світу серед юніорів до 18 років (Іракліон) — 2 місце.

### 2007—2012
У 2007 році на кубку світу ФІДЕ дійшов до 3 раунду (1/16 фіналу), де поступився Руслану Пономарьову з рахунком ½ на 1½ очка.
У 2009 році на черговому кубку світу ФІДЕ в 3 раунді програв Олексію Широву з рахунком ½ на 1½ очка.
У 2009 році Томашевський з результатом 8 очок з 11 можливих став переможцем 10-го індивідуального чемпіонату Європи, що проходив в місті Будва перемігши в вирішальних партіях нокаут-турніру на тай-брейку Володимира Малахова.
У 2010 році стає переможцем командного чемпіонату світу в складі збірної Росії. Результат Томашевського 3½ очка з 5 можливих (+3-1=1).
У лютому 2011 року Євген Томашевський набравши 6½ очок з 9 можливих, розділив 1-3 місця (за додатковими показниками — 3 місце) на турнірі Aeroflot Open, що проходив в Москві.
У 2011 році на кубку світу ФІДЕ дійшов до 3 раунду, де поступився азербайджанцю Вугару Гашимову.
У 2012 році у складі збірної Росії стає срібним призером 40-ї шахової олімпіади, що проходила в Стамбулі.

### 2013
У серпні 2013 року дійшов до півфіналу кубка світу ФІДЕ, де поступився співвітчизнику Дмитру Андрєйкіну з рахунком 1½-2½. На попередніх стадіях турніру Євген переміг фаворита турніру Левона Ароняна з рахунком 1½-½, а також відомих гросмейстерів Олександра Морозевича з рахунком 4½-3½ та Гату Камського з рахунком 1½-½.
У жовтні 2013 року Євген Томашевський з результатом 5 очок з 11 можливих (+0-1=10) розділив 7-10 місця на шостому етапі серії Гран-прі ФІДЕ 2012—2013 років.
На командному чемпіонаті Європи, що проходив в листопаді в Варшаві, Євген Томашевський набравши 3½ очок з 6 можливих (+2=3-1), показав п'ятий результат у заліку резервних гравців (турнірний перфоменс склав 2623 очка), та став бронзовим призером чемпіонату.

### 2014
У березні 2014 року Томашевський з результатом 6½ очок з 11 можливих (+4-2=5) посів 68 місце на чемпіонаті Європи, та не зумів за підсумками турніру кваліфікуватися на кубок світу ФІДЕ, що пройде в 2015 році.
У червні 2014 року набравши 6 очок з 9 можливих (+3-0=6) розділив 4-9 місця на чемпіонаті Росії (вища ліга).
Наприкінці червня 2014 року в Дубаї Євген Томашевський з результатом 10 очок з 15 можливих (+8-3=4) посів 6 місце на чемпіонаті світу з рапіду , та з результатом 12½ з 21 можливого очка (+9-5=7) посів 22 місце на чемпіонаті світу з бліцу.
У жовтні 2014 року, набравши 6 очок з 11 можливих (+2-1=8), розділив 3-7 місця на першому етапі серії Гран-прі ФІДЕ 2014—2015 років.
У грудні 2014 року з результатом 6 очок з 9 можливих (+3-0=6) посів 10 місце на турнірі «Qatar Masters Open 2014».

### 2015
У лютому 2015 року Євген Томашевський, набравши 8 очок з 11 можливих (+5-0=6), став переможцем третього етапу серії Гран-прі ФІДЕ 2014/2015 років, що проходив у Тбілісі. Ця перемога дозволила Євгену вийти в лідери загального заліку Гран-прі ФІДЕ (252 очки) перед заключним етапом серії.
У квітня 2015 року у складі збірної Росії посів 4-е місце на командному чемпіонаті світу, що проходив у вірменському курортному містечку Цахкадзор. Крім того, Євген з показником 68,8 % набраних очок посів друге місце серед шахістів, які виступали на третій шахівниці.
У травні 2015 року з результатом 5 очок з 11 можливих (+2-3=6) посів 10 місце на четвертому етапі Гран-прі ФІДЕ 2014/2015, що проходив у Ханти-Мансійську. У загальному заліку серії Гран-прі ФІДЕ 2014/2015 Томашевський посів 4-е місце (282 очки) та не зумів кваліфікуватися у турнір претендентів на шахову корону, що відбудеться у 2016 році.
У серпні 2015 року Томашевський став переможцем чемпіонату Росії. Набравши 7½ очок з 11 можливих (+4-0=7), Євген випередив на ½ та 1 очко відповідно Сергія Карякіна та Нікіту Вітюгова.
У вересні 2015 року на кубку світу ФІДЕ поступився у третьому раунді (1/16 фіналу) Максиму Ваш'є-Лаграву на тай-брейку з рахунком 2-4.
У жовтні 2015 року на чемпіонаті світу зі швидких та блискавичних шахів, що проходив у Берліні, посів:
 — 42 місце на турнірі зі швидких шахів, набравши 8½ з 15 очок (+5-3=7),
 — 19 місце на турнірі з блискавичних шахів, набравши 13 з 21 очка (+9-4=8).
У листопаді 2015 року в складі збірної Росії став переможцем командного чемпіонату Європи, що проходив у Рейк'явіку. Набравши 4½ очка з 7 можливих (+2-0=5) Євген посів 4 місце серед шахістів, які виступали на третій шахівниці..
У грудні, набравши 5 очок з 9 можливих (+3-2=4), посів лише 43 місце на опен-турнірі «Qatar Masters Open 2015».

### 2016
У січні 2016 року з результатом 5½ очок з 13 можливих (+1-3=9) посів 11 місце на турнірі 20-ї категорії, що проходив у Вейк-ан-Зеє.
У вересні 2016 року в складі збірної Росії посів 3-тє місце на шаховій олімпіаді, що проходила в Баку. Євген набрав 4 з 7 можливих очок (+2-1=4) виступаючи на 3-й шахівниці.
У жовтні 2016 року, набравши 3½ очка з 9 можливих (+0-2=7), посів 9-те місце на турнірі «Меморіал Таля», що проходив у Москві. А також з результатом 6½ з 11 очок (+2-0=9) посів 3-тє місце у суперфіналі чемпіонату Росії, що проходив у Новосибірську.
У грудні 2016 року на чемпіонаті світу зі швидких та блискавичних шахів, що проходив у м. Доха (Катар), Євген посів:
 — 41-ше місце на турнірі зі швидких шахів, набравши 8 з 15 очок (+4-3=8),
 — 38-ме місце на турнірі з блискавичних шахів, набравши 11½ з 21 очка (+8-6=7).

### 2017
У лютому 2017 року, набравши 3½ очки з 9 (+0-2=7), Ян розділив 15-17 місця на першому етапі серії Гран-Прі ФІДЕ 2017 року, що проходив в м. Шарджа.
У травні 2017 року з результатом 4½ з 9 очок (+0-0=9) розділив 10-12 місця на другому етапі серії Гран-Прі ФІДЕ 2017 року, що проходив у Москві.
У листопаді 2017 року, набравши 5 очок з 9 можливих (+1-0=8), розділив 3-9 місця на четвертому етапі серії Гран-Прі ФІДЕ 2017 року, що проходив у Пальма-де-Майорці. У загальному заліку серії Гран-прі ФІДЕ 2017 року Томашевський, набравши 94,4 очок посів лише 15-те місце.

### 2018
У вересні 2018 року з результатом 6½ очок з 11 можлиивих (+2-0=9), Євген посів 3-тє місце у суперфіналі чемпіонату Росії.

### 2019
У серпні 2019 року Томашевський вдруге став чемпіоном Росії. Набравши 7 очок з 11 можлиивих (+3-0=8), Євген на пів очка випередив Вітюгова, Матлакова та Інаркієва.
У вересні 2019 року на кубку світу ФІДЕ поступився у третьому раунді (1/16 фіналу) Яну Непомнящому на тай-брейку з рахунком 3-5.
У грудні 2019 року на чемпіонаті світу зі швидких та блискавичних шахів, що проходив у Москві, росіянин посів:
 — 61-ше місце у турнірі зі швидких шахів, набравши 8½ з 15 очок (+4-2=9)
 — 32-ге місце у турнірі з блискавичних шахів, набравши 12½ очок з 21 можливого (+7-3=11).

## Зміни рейтингу
| На цьому місці має відображатися графік чи діаграма, однак з технічних причин його відображення наразі вимкнено. Будь ласка, не видаляйте код, який викликає це повідомлення. Розробники вже працюють для того, щоби відновити штатне функціонування цього графіка або діаграми. | |
| | На цьому місці має відображатися графік чи діаграма, однак з технічних причин його відображення наразі вимкнено. Будь ласка, не видаляйте код, який викликає це повідомлення. Розробники вже працюють для того, щоби відновити штатне функціонування цього графіка або діаграми. |